# Жан I Ибелин
Жан I Ибелин (д’Ибелин) Старый (фр. Jean I d'Ibelin, 1179 — 1236, Акко) — сеньор Бейрута из рода Ибелинов, государственный и военный деятель Кипрского и Иерусалимского королевств.
Носил титулы:
- Сеньор Бейрута с 1205
- Сеньор Арсуфа
- Сеньор Наблуса
- Коннетабль Иерусалимского королевства (1196—1205)
- Регент Иерусалимского королевства (1206—1210)
- Регент Кипрского королевства (1229—1232)
- Мэр Акры с 1232

Отец — Балиан II Ибелин, сеньор Наблуса
Мать — Мария Комнина
В 1229 году захватил власть на Кипре, изгнав пятерых бальи, назначенных императором Фридрихом II, и объявил себя регентом при несовершеннолетнем короле Генрихе. Сложил полномочия в 1232 году.

## Брак
- 1201/02: Эльвиса, дочь Раймона II, сеньора Нефима
- 1209: Мелисанда Арсурская, вдова Тьерри д'Орка

## Дети
- С Мелисандой Арсуфской
  - Балиан III Ибелин, сеньор Бейрута
  - Жан Ибелин, сеньор Арсуфа
  - Рауль Ибелин
  - Гуго Ибелин
  - Балдуин Ибелин, сенешаль Кипра
  - Ги Ибелин, коннетабль Кипра
  - Изабелла Ибелин